# 布勒代尼鄉

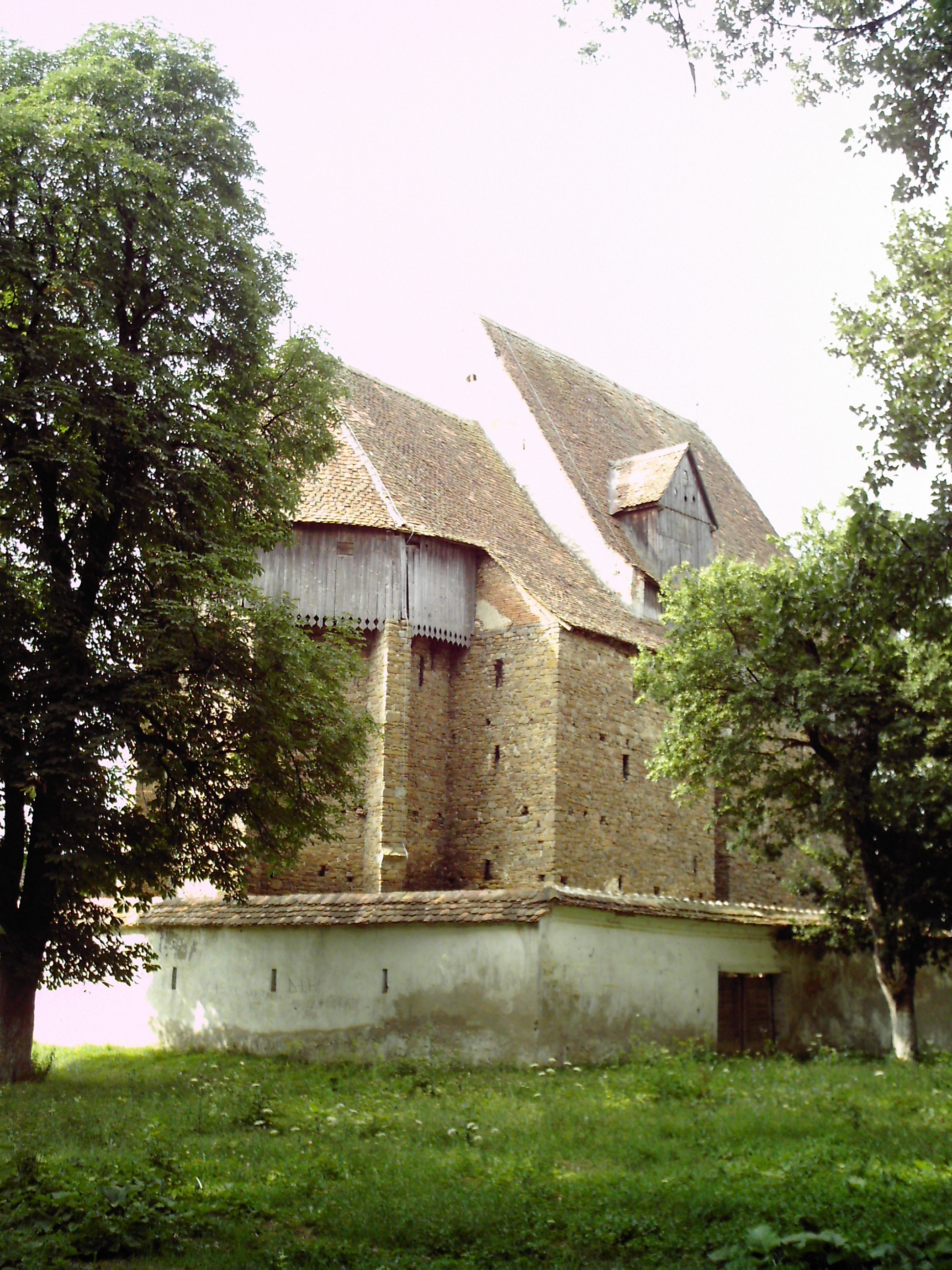

46°05′N 24°50′E / 46.083°N 24.833°E
布勒代尼鄉（羅馬尼亞語：Comuna Brădeni, Sibiu），是羅馬尼亞的鄉份，位於該國中部，由錫比烏縣負責管轄，面積81平方公里，海拔高度559米，2007年人口1,419，人口密度每平方公里17人。